# 孝文帝改革
孝文帝改革（另稱孝文漢化）是指在南北朝北魏時期，北魏孝文帝在位时所推行政治改革。其主要内容是汉化運動，包括推行均田制和租调制，变革官制和律令，迁都洛阳，改用漢俗等。

## 背景
五胡亂華以後，終由鮮卑族的北魏太武帝統一華北，建立北魏，其實北魏歷代君主都已重視漢文化之學習。到北魏孝文帝一代，已有馮太后與朝臣李沖的改革，建立均田制，重新建立以農業為主體的大帝國。由於孝文帝由屬漢族的馮太后撫養，受漢人文化影響較深，即位後才推行日後的漢化政策。

### 漢化的原因
- 政治：希望加强中央集权，削弱鮮卑貴族的特權，缓和民族矛盾，巩固统治。
- 文化：在几代人和汉人通婚和共同生活的过程中，逐渐认同汉文化；受漢文化正统思想影响，试图排除鲜卑习俗。

孝文帝认为，鲜卑人作为统治者，必须汉化，国家才能长治久安。于是引见群臣，说道：各位想要朕远比商、周之善政，还是想要朕连汉、晋都不如？应当移风易俗呢，还是因循守旧呢？如果我们要将朝廷基业传之子孙百世，那么一定要变革，各位不可以不遵行朝廷颁布的法度。
孝文帝又说，自古以來，各种經典记载中，哪有不先正名就能够推行制度的？現在我要废除所有的北方语言，從正確的發音開始。逐漸習慣了，就成了新的风气。如果坚持旧的习俗，恐怕会在幾代人之後，我们的后人在首都洛阳这一带又重新成为披散头发的人。

## 過程（内容）

### 政治及經濟方面

#### 班祿制
北魏初年，官俸制度沿用「掠奪制」，官員俸祿乃從戰爭中掠奪他人財物，後來國家漸漸安定，官員間貧富差距漸大，貪污成風。故此孝文帝於太和八年（484年），仿效漢人的班祿制，官員每季定時發薪。

#### 三長制
北魏初年，戶籍制度沿用「宗主督護制」，平民百姓大多因為生計依附世家大族（宗主），成為宗主的私產，中央政府不但難以收稅，平民百姓更多受宗主威迫。孝文帝於太和十年（486年），制定「三長制」，以五家一鄰，五鄰一里，五里一黨，各設一長，即「鄰長」、「里長」和「黨長」。有助重新整理戶口，方便收稅。此举也严重侵害了世家大族的利益。

#### 均田制
均田制定於太和九年（485年），「均田制」配合「三長制」而行，計口授田，平均土地和牲畜，使平民百姓安居樂業，有效抑制了地方世家大族的土地兼并。同時，推行「均田制」，亦可視為北魏政權由遊牧業轉為農業的過程。

### 遷都洛陽
漢化的第一步就是遷都洛陽，《魏書‧任城王雲傳》記載洛陽「崤函帝宅，河洛王里，因茲大舉，光宅中原。」是個好地方，且在經濟及戰略上來講，又可以通鑿運河，《魏書‧李沖傳》中孝文帝言：「朕欲從此通渠于洛，南伐之日，何容不從此入洛，從洛入河，從河入汴，從汴入清，以至於淮？下船而戰，猶開戶而鬥，此乃軍國之大計。」

### 習慣與文化
以下這些措施，是為了改變胡人習慣以作的：

#### 禁胡服
首先改變衣著，494年孝文帝命令胡人改穿漢服，不得再穿胡服。《魏書‧高祖紀下》云：「太和十八年……革衣服之制。」

#### 禁歸葬
太和十九年六月丙辰，孝文帝詔令遷居洛陽的胡人，死后要葬在黄河以南，不可以返葬于北方（尤其是平城），代人南遷的，籍贯都改为河南郡洛阳县人。

#### 禁胡語
孝文帝實施漢化中最重要的政策，即將語言改變，規定三十歲以下人士不再說鮮卑语，而須改說漢語，《魏書‧咸陽王禧傳》記載孝文帝言：「今欲斷諸北語，一從正音。其年三十已上，習性已久，容不可猝革。三十已下，見在朝廷之人，語音不聽仍舊；若有故為，當加降黜。」

#### 改姓氏
孝文帝下令把鮮卑族人的姓氏（通常是複姓），改為單姓。以下是一些例子：
- 拓拔（皇族） → 元姓
- 獨孤 → 劉姓
- 丘穆棱 → 穆姓
- 丘敦 → 丘姓
- 步陆孤（步六孤） → 陆姓
- 侯莫陳 → 陳姓
- 贺赖 → 贺姓
- 贺楼 → 楼姓
- 忽忸于 → 于姓
- 達奚 → 奚姓
- 尉遲 → 尉姓
- 紇骨 → 胡姓
- 普氏 → 周姓
- 伊婁 → 伊姓

#### 尊崇儒學
孝文帝遷都洛陽後，立即下令加緊修建孔廟祭孔。又給予孔子家族後裔土地與金錢，讓他們可以繼續祭祀這位祖先。再以禮教治國。

#### 推廣教育
孝文帝在洛陽設立國子學，太學和四門小學，爲了讓鮮卑貴族子弟接受漢化教育。

## 影響
孝文帝所推行的汉化改革措施有利于缓和民族矛盾，为社会经济的恢复和发展发挥了积极作用。
曹魏创立的九品官人法在西晋时已经变成了从世家大族中选拔官吏的局面，并演化出了士族与庶族两大社会阶层，「上品无寒门，下品无士族」之名言，便出于此。
鲜卑统治者继承了这一门阀制度。《魏書‧官氏志》記載：「有三世官在給事已上，及州刺史、鎮大將，及品登王公者為姓……而有三世為中散、監已上，外為太守、子都，品登子男者為族。」使门阀制度由魏晋进一步延伸到了南北朝时期。当然，北魏改革时期，尤其是孝文帝、宣武帝时代，虽然重用东汉、魏晋以来的世家大族，但吏治依然清明，同时政府行政也很高效。
孝文帝改革成功的原因之一是貼近当时鮮卑人的文化，當時的鮮卑貴族大都已能讲汉语，且多著汉人服饰，只是還有鮮卑語的母語能力，並且偶爾穿穿胡服，这一改革只是加速了習俗改易的过程。
但是孝文帝的迁都和汉化改革，也导致汉化鲜卑贵族和鲜卑化北镇军人的矛盾，在中国北魏孝明帝正光五年（公元524年），北方边境爆发六镇之乱，加速北魏的衰亡。陈寅恪认为六镇军人本来是职业军人，社会阶级为贵族，种族文化为鲜卑。孝文帝汉化政策之后，迁到洛阳的强宗子弟，受到汉化的洗礼，各各荣显；而留守北方的六镇的职业军人與鲜卑文化这两点没有变，但其社会阶级急速下降，由「国之肺腑」逐步沦落为镇户、府户，身分低下，引起了六镇军民的普遍不满。也致使六镇一带，无法汉化，最后更因为反汉化而起事。 然而，据最新的历史研究，有人认为，边镇镇民的暴动是边镇内部的阶级矛盾，与反对孝文帝改革无关。

### 引用
1. ↑  《魏晋南北朝简史》劳榦，中华书局
2. ↑  《學術集林》，王元化，上海遠東出版社
3. ↑  《改變中國的100件大事》，孔祥智 、鄧一海，中國經濟出版社
4. ↑  . （原始内容存档于2024-02-16） （中文（繁體））.
5. ↑  .   [2024-02-16]. （原始内容存档于2024-02-16） （中文（繁體））.
6. ↑  《魏书·卷七下·帝纪第七下》：丙辰，诏迁洛之民，死葬河南，不得还北。于是代人南迁者，悉为河南洛阳人。
7. ↑  《北史`卷三·魏本纪第三》：丙辰，诏迁洛人，死葬河南，不得还北。于是代人南迁者，悉为河南洛阳人。
8. ↑  《资治通鉴·卷一百四十》：魏有司奏：“广川王妃葬于代都，未审以新尊从旧卑，以旧卑就新尊？”魏主曰:“代人迁洛者，宜悉葬邙山。其先有夫死于代者，听妻还葬，夫死于洛者，不得还代就妻。其余州之人，自听从便。”丙辰，诏：“迁洛之民死，葬河南，不得还北。”于是代人南迁者悉为河南洛阳人。
9. ↑  张金龙. . 甘肃教育出版社. 2008.
10. ↑  . 中国人民大学书报资料社. 1982: 98.
11. ↑  《陈寅恪魏晋南北朝讲演录》277-278页，黄山书社，2000年
12. ↑  薛海波(2020)《5-6世纪北边六镇豪强酋帅社会地位演变研究》第一章《北魏后期六镇豪帅的社会地位》

### 书目
- 萬繩楠：〈北魏前期的漢化(崔浩問題)〉、〈北魏後期的漢化(孝文帝的漢化政策)〉，均收錄在《陳寅恪魏晉南北朝史講演錄》，(臺北：昭明出版，1999)